# Frankfort (Kansas)
Frankfort è un comune degli Stati Uniti d'America, situato nello Stato del Kansas, nella contea di Marshall.